# Cláudio Pitbull
Cláudio Mejolaro (n. 8 ianuarie 1982, Porto Alegre, Brazilia) este un jucător de fotbal brazilian, legitimat la Vitoria Setubal. În sezonul 2008-2009 a evoluat în Liga I, la Rapid București, fiind împrumutat de către clubul F.C. Porto.